# Cheiracanthium eutittha
Cheiracanthium eutittha là một loài nhện trong họ Miturgidae.
Loài này thuộc chi Cheiracanthium. Cheiracanthium eutittha được Friedrich Wilhelm Bösenberg & Embrik Strand miêu tả năm 1906.
De spin phân bố ở Đài Loan, Nhật Bản và Triều Tiên.

## Hình ảnh

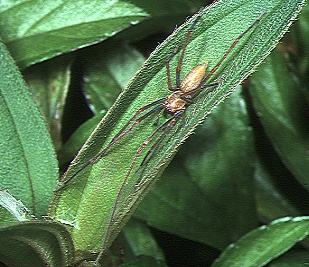
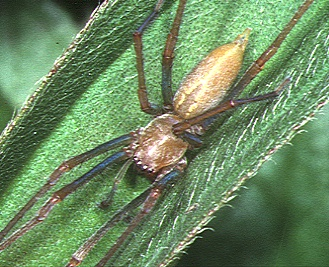